# 梁以楠
梁以楠（？—？），广东广宁人，清朝政治人物。
梁以楠曾于1691年接替董鼎祚任上海县知县一职，1693年由陈善接任。